# Chloe Fineman
Chloe Fineman (nascida em 20 de julho de 1988) é uma atriz e comediante estadunidense. Fineman se tornou uma atriz de destaque na série de comédia de esquetes da NBC, Saturday Night Live, começando em sua 45ª temporada em setembro de 2019, e foi promovida ao status de repertório em 2021, no início da temporada 47. 

## Carreira
Depois de se formar na faculdade, Fineman mudou-se para Los Angeles,  onde se apresentou na Sunday Company da trupe The Groundlings.   Ela também atuou em "Characters Welcome" no Upright Citizens Brigade Theatre.  Em 2018, ela foi reconhecida como "New Face" no festival Just for Laughs em Montreal,   e foi indicada para Melhor Comediante no Shorty Awards 2019.  Suas aparições na televisão incluem Jane the Virgin e Search Party. 

### Saturday Night Live
A adição de Fineman ao elenco do Saturday Night Live, o antigo programa de comédia de esquetes da NBC, como atriz principal foi anunciada em 12 de setembro de 2019, junto com as adições de Bowen Yang e Shane Gillis. Ao lado de Yang e Heidi Gardner, Fineman foi citada como uma das melhores da temporada por Andy Hoglund na Entertainment Weekly.  Sua promoção ao status de repertório foi anunciada em 27 de setembro de 2021, pouco antes do início da 47ª temporada do programa.
As imitações de celebridades de Fineman no SNL incluem Drew Barrymore,  Carole Baskin,  Reese Witherspoon,  Timothée Chalamet,  Tiffany Trump, [5  Lauren Boebert,  Nicole Kidman,  Marilyn Monroe,  Nancy Pelosi,  Sara Haines,  Marianne Williamson,  Diane Keaton (como Nina Banks de Pai da Noiva ),  Jennifer Coolidge,  Amie Donald (como M3GAN ),  Katy Tur,  Jamie Lee Curtis,  Chanel West Coast,  Sarah Silverman,  Dana Bash,  e Britney Spears. 